# Luigi Ronzi
Luigi Ronzi (Firenze, 7 giugno 1805 – Firenze, 15 maggio 1875) è stato un baritono, compositore e impresario italiano.

## Biografia
Nato a Firenze in una famiglia musicale da Gaspare Ronzi ed Anna Lafont, era fratello minore di Stanislao (violinista), di Giuseppina Ronzi de Begnis e di Antonio (tenore e compositore). Ricevette la sua educazione musicale al Conservatorio di Napoli, dove furono suoi colleghi Gaetano Donizetti, Vincenzo Bellini e Luigi Ricci.
Autore di diverse operette, per il canto fu allievo di Andrea Nozzari, già maestro di Giovanni Battista Rubini e Caroline Unger. Intraprese la carriera di baritono cantando nei teatri di Pesaro, Mantova e Padova.
Si stabilì poi a Bologna, dove tenne una scuola di canto e sposò il contralto Ippolita Ferlini, da cui ebbe numerosi figli. Tra i suoi allievi ricordiamo Teresa De Giuli, Emilia Boldrini, Fanny Capuani, Raffaele Vitali, Raffaele Ferlotti, Luigi Stefani, Luigi Stecchi-Bottardi, Leone Giraldoni, Nicola Benedetti, Marietta Gresti, Gaetano Fiori, Argentina Angelini, il basso-baritono Luigi Roncagli, Virginia Albertini e la Gambardella.
Nel 1847 ritornò a Firenze, per assistere la madre, seguito da una decina di allievi. Creò e diresse l'Agenzia teatrale in Firenze dei signori Luigi Ronzi e Comp., intrattenendo relazioni con i teatri di Odessa e di Malta e scritturando diversi artisti per diversi teatri italiani.
Morì a Firenze il 15 maggio 1875.

## Opere
- Luisa Strozzi (creato nel 1844, a Venezia)[2][13]
- Bouquet per pianoforte e violino su motivi dell'opera i puritani (op. 1)
- Duo concertante per pianoforte e violino (op. 2) creata col fratello Stanislao nel 1837 a Roma

## Interpretazioni
- Maestro e direttore dell'opera per Semiramide di Rossini, al Regale teatro degl'Intrepidi di Firenze, per l'autunno 1828[14].
- Il gran sacerdote in Zadig e Astartea di Nicola Vaccai, al Nuovo teatro di Pesaro, per carnevale 1830[15].
- Gondair ne Il trionfo della fede (melodramma serio) di Giovanni Pacini, al Teatro San Samuele di Venezia, per l'autunno 1831[16]
- Un ruolo di tenore in Chi dura vince (melodramma eroicomico) di Luigi Ricci, al Teatro Valle di Roma nel carnavale 1835[17]
- Azzo nella Parisina di Gaetano Donizetti, al Teatro Sociale di Mantova, il 24 settembre 1838 e per l'autunno[18].
- Impresario per Il bravo di Mercadante nel Teatro della Pergola (Firenze) il 1º giugno 1848[19].
- Direttore delegato dello spettacolo per La battaglia di Legnano di Verdi a Firenze per la Quaresima 1849[20].
- Impresario per Ernani al Teatro della Pergola il 14 marzo 1849[21]